# Weiden Challenger 2004
Il Weiden Challenger 2004 è stato un torneo di tennis facente parte della categoria ATP Challenger Series nell'ambito dell'ATP Challenger Series 2004. Il torneo si è giocato a Weiden in Germania dal 7 al 13 giugno 2004 su campi in terra rossa.

## Vincitori

### Singolare
Tomáš Berdych ha battuto in finale  Janko Tipsarević con il punteggio di 6–3, 6–3

### Doppio
Janko Tipsarević /  Lovro Zovko hanno battuto in finale  Mariano Delfino /  Patricio Rudi con il punteggio di 6–4, 7–6(6)